# Шкот
Шкот (на нидерландски: schoot – въжета), част от бягащия такелаж, предназначени за разтягане на долните (шкотовите) ъгли на ветрилата по рея или гика. Също с помощта на шкотовете се опъват назад ъглите на ветрилата нямащи рангоут.
Всеки шкот получава допълнително име по названието на ветрилото, например: фок-шкоти, грот-шкоти (вървят назад и разтягат ветрилото към подветренния борд). Марс-шкотите служат за управление на марселите. Брам-шкотите при поставянето на брамселите разтягат шкотовите ъгли към нока на марсела. Бом-шкотите (бом-брам-шкоти) при поставянето на бом-брамселите разтягат долната шкаторина по брам-реята. Фор-стен-стаксел-шкотите изпъват назад шкотовия ъгъл, когато стаксела е вдигнат от фала. Бизан-шкотите, фор-трисел-шкотите и грот-трисел-шкотите служат за поставянето на триселите и бизана. Лисел-шкотите са шкоти на лиселите.
За облекчаване на обирането на шкотовете те се правят във вид на тали.
Многошкивните тали за поставяне на гика под нужния ъгъл към вятъра също се наричат шкоти, например: грот-гик-шкот, спинакер-гик-шкот.
Шкотите на предните ветрила при съвременните яхти, като правило, се обират с помощта на многоскоростни лебедки от шпилов тип.